# Paroliere
Il paroliere è l'autore del testo di una canzone.

## Tipologie
Il paroliere può lavorare costantemente in coppia con un compositore, che scrive la musica della canzone. Tra gli esempi più celebri di collaborazioni stabili tra parolieri e compositori, vi sono nella musica leggera italiana, le coppie Bixio Cherubini/Cesare Andrea Bixio, Leo Chiosso/Fred Buscaglione, Nisa/Renato Carosone, Marco Luberti/Riccardo Cocciante, Claudio Baglioni/Antonio Coggio, Giancarlo Bigazzi/Gianni Bella, Valerio Negrini/Roby Facchinetti, Giorgio Calabrese/Umberto Bindi, Mogol/Lucio Battisti, Daniele Pace/Mario Panzeri, Andrea Lo Vecchio/Shel Shapiro, e a livello internazionale Hal David/Burt Bacharach, Pierre Delanoë/Gilbert Bécaud, Gerry Goffin/Carole King, Jerry Leiber/Mike Stoller, Vinícius de Moraes/Antônio Carlos Jobim, Pete Bellotte/Giorgio Moroder e i fratelli Ira e George Gershwin. Anche Elton John e Bernie Taupin sono una tra le coppie di compositori/parolieri più note e prolifiche della storia della musica.
In alcuni casi, il paroliere è anche compositore, e scrive sia i testi sia la musica della canzone. Se è anche interprete dei brani da lui composti, allora è detto cantautore.
Il paroliere può scrivere il testo di una canzone su una musica esistente. È il caso, per esempio, delle canzoni che vengono tradotte (o completamente riscritte) in una lingua diversa dalla versione originale (in gergo chiamate cover).